# Гам (Ижемский район)
Гам — деревня в Ижемском районе Республики Коми Российской Федерации. Входит в состав сельского поселения Мохча.

## География
Деревня расположена на левом берегу реки Ижма.

### Климат
Умеренно-холодный климат.
Среднегодовая норма осадков — 650 мм.
Среднегодовая t: 0,4°С.
| Показатель                    | Янв.  | Фев.  | Март  | Апр. | Май | Июнь | Июль | Авг. | Сен. | Окт. | Нояб. | Дек.  | Год |
| ----------------------------- | ----- | ----- | ----- | ---- | --- | ---- | ---- | ---- | ---- | ---- | ----- | ----- | --- |
| Средний суточный максимум, °C | −13,7 | −12,2 | −5,1  | 2,3  | 9,4 | 15,7 | 20,2 | 15,9 | 10,3 | 2,5  | −5    | −9,3  |     |
| Средняя температура, °C       | −16,4 | −14,8 | −8,3  | −1,4 | 5,3 | 12   | 16,4 | 12,7 | 7,6  | 0,6  | −7,1  | −11,8 | 0,4 |
| Средний суточный минимум, °C  | −19,4 | −17,7 | −12,2 | −5,9 | 0,2 | 7,1  | 11,6 | 9,1  | 4,8  | −1,4 | −9,6  | −14,5 |     |
| Норма осадков, мм             | 36    | 28    | 28    | 33   | 42  | 53   | 64   | 69   | 59   | 58   | 48    | 43    | 650 |
| Средняя влажность, %          | 78    | 79    | 78    | 75   | 66  | 66   | 66   | 75   | 80   | 84   | 86    | 81    |     |
| Источник: Климат: Гам         |       |       |       |      |     |      |      |      |      |      |       |       |     |

## История
Деревня была основана в 1745—1763 годах.
Прежнее название — деревня Гамская.

## Достопримечательности
Два обелиска в память красноармейцев, погибших в Гражданской войне 1917—1922 гг..
Памятник воинам Великой Отечественной войны.
Парк имени Хозяинова Василия Ивановича.
«Петырко Щелья».

## Образование
МБОУ «Гамская ООШ». Официальный сайт.

## Спорт

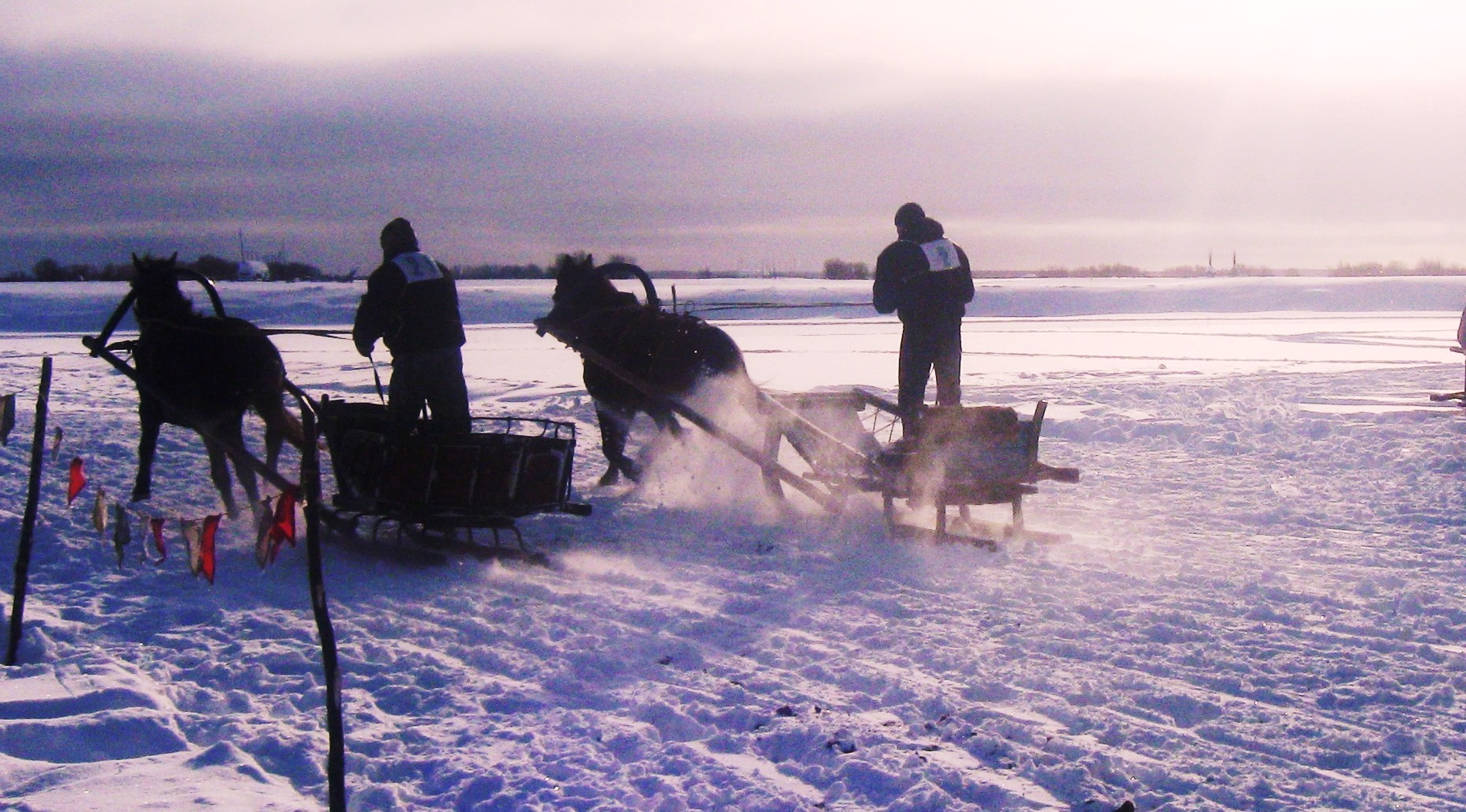
Ежегодные зимние конные соревнования

С 2013 года в деревне ежегодно проводятся зимние конные соревнования.

## Русская православная церковь
Деревянная церковь Сретения Господня. (Сайт церкви) Построена в 1903 году. Престол: во имя Сретения Господня.
Обетный крест (Скöт перна).

## Население
| 1782 | 1795 | 1816 | 1859 | 1897 | 1905 | 1926 | 1970 | 1979 | 1989 | 1995 | 2000 | 2007 | 2010 |
| ---- | ---- | ---- | ---- | ---- | ---- | ---- | ---- | ---- | ---- | ---- | ---- | ---- | ---- |
| 157  | ↗167 | ↗248 | ↗440 | ↗588 | ↗865 | ↘709 | ↗863 | ↘791 | ↘713 | ↗734 | ↘677 | ↘539 | ↘514 |

## Известные жители
- Попов, Палладий Иванович (1879—1937) — священник Гамской Сретенской церкви, рукоположен в 1913 году, от 6 октября 2001 года причислен Священным синодом к лику святых и включен в Собор новомучеников и исповедников Российских XX века.
- Ануфриева, Альбина Зиновьевна (1940—1996) — коми писатель.
- Ануфриева Любовь Андреевна (Баяр Люба) (1987) — коми поэт.
- Вокуев, Ермил Михайлович (1992) — лыжник, победитель Чемпионата России по лыжным гонкам 2014 года в классическом спринте.
- Рочева, Мария Фёдоровна (Тандзе Марья) (1866—1962) — известная целительница.